# 王穗明
王穗明（1955年3月—），湖北襄阳人。女。1972年7月参加工作，1976年1月加入中国共产党。暨南大学经济学院经济系企业管理专业毕业，大学学历，经济学学士。原湖北省委书记（当时设有第一书记）王全国之女。

## 生平
从暨南大学毕业后，王穗明就留在深圳市工作。1999年12月，任中共深圳市委常委。2000年1月兼任政法委书记，此后以市委常委的身份兼任副市长、组织部部长等职务。2010年5月，任中共深圳市委副书记。2012年12月，调任深圳市政协党组书记。2013年1月16日，当选深圳市政协主席。2015年6月，不再担任深圳市政协主席。
2013年3月，当选第十二届全国政协委员，属特邀人士界别。2016年8月，辞去第十二届全国政协委员职务。